# Peterborough United FC
Peterborough United FC är en engelsk professionell fotbollsklubb i Peterborough, grundad den 17 maj 1934. Klubben spelar sina hemmamatcher på ABAX Stadium (även kallad London Road) och har smeknamnet The Posh. Klubben spelar sedan säsongen 2022/2023 i EFL League One.

## Historia

Klubbens ligaplaceringar från och med 1960.

Peterborough blev invalda i The Football League 1960 efter att ha vunnit Midland Football League fem år i följd 1955/56–1959/60. Deras mest berömda säsong i ligan är den första 1960/61 då de vann Fourth Division och gjorde hela 134 mål på 46 matcher, ett rekord som fortfarande står sig.
Klubben nådde 1992/93 sin bästa ligaplacering med en tionde plats i First Division (nivå 2).
2011 gick de åter upp i den näst högsta divisionen The Championship efter att ha besegrat Huddersfield Town med 3–0 i League Ones playoff-final. 2013 åkte man dock ned i League One igen. Säsongen 2020/2021 blev Peterborough United uppflyttade till Championship. Följande säsong blev Peterborough United dock nedflyttade tillbaka till EFL League One.

## Meriter

### Liga
- The Championship eller motsvarande (nivå 2): Tia 1992/93 (högsta ligaplacering)
- League One eller motsvarande (nivå 3): Tvåa och uppflyttade 2008/09; Playoff-vinnare 1991/92, 2010/11
- League Two eller motsvarande (nivå 4): Mästare 1960/61, 1973/74; Tvåa och uppflyttade 2007/08; Playoff-vinnare 1999/00
- Midland Football League: Mästare 1939/40, 1955/56, 1956/57, 1957/58, 1958/59, 1959/60; Tvåa 1953/54

### Cup
- FA-cupen: Kvartsfinal 1964/65
- Ligacupen: Semifinal 1965/66
- EFL Trophy: Mästare 2013/14

## Spelare

### Spelartrupp
| 1  | England    | Alex Bass          | 1 april 1998     | Notts County (-25)      |
| 13 | England    | Will Blackmore     | 1 oktober 2001   | Peterborough United FC  |
| 21 | Chile      | Vicente Reyes      | 19 november 2003 | Norwich City (-25)      |
| 31 | England    | Bastian Smith      | 23 oktober 2005  | Peterborough United FC  |
| 41 | Australien | Nicholas Bilokapic | 8 september 2002 | Huddersfield Town (-23) |

| 2  | Nordirland | Carl Johnston  | 29 maj 2002       | Fleetwood Town (-25)   |
| 3  | England    | Rio Adebisi    | 27 september 2000 | Crewe Alexandra (-24)  |
| 5  | Sverige    | Oscar Wallin   | 9 juli 2001       | Degerfors IF (-24)     |
| 6  | England    | Sam Hughes     | 15 april 1997     | Stockport County (-25) |
| 15 | Wales      | George Nevett  | 14 februari 2006  | Rochdale (-24)         |
| 23 | England    | Harley Mills   | 3 november 2005   | Peterborough United FC |
| 26 | Irland     | David Okagbue  | 4 februari 2004   | Walsall (-25)          |
| 32 | Brasilien  | Lucca Mendonça | 2 oktober 2007    | Peterborough United FC |
| 33 | England    | James Dornelly | 14 april 2005     | Peterborough United FC |

| 4  | England     | Archie Collins      | 31 augusti 1999  | Exeter City (-23)       |
| 7  | Grekland    | Klaidi Lolos        | 6 oktober 2000   | Bolton Wanderers (-25)  |
| 8  | England     | Brandon Khela       | 19 januari 2005  | Birmingham City (-25)   |
| 14 | England     | Ryan de Havilland   | 15 juni 2001     | Barnet (-23)            |
| 20 | Nordirland  | Chris Conn-Clarke   | 22 november 2001 | Altrincham (-24)        |
| 22 | England     | Donay O'Brien-Brady | 15 januari 2004  | Huddersfield Town (-23) |
| 28 | Nya Zeeland | Matthew Garbett     | 13 april 2002    | NAC Breda (-25)         |
| 35 | Wales       | Joe Andrews         | 14 februari 2006 | Peterborough United FC  |

| 9  | England | Bradley Ihionvien | 23 december 2003 | Colchester United (-24) |
| 10 | England | Abraham Odoh      | 25 juni 2000     | Harrogate Town (-24)    |
| 11 | England | Declan Frith      | 16 maj 2002      | FC Thun (-25)           |
| 17 | England | Kyrell Lisbie     | 1 december 2003  | Braintree Town (-25)    |
| 18 | Irland  | Cian Hayes        | 21 juni 2003     | Fleetwood Town (-24)    |
| 19 | Sverige | Gustav Lindgren   | 16 augusti 2001  | Degerfors (-25)         |

Not: Spelare i kursiv stil är inlånade.

### Utlånade spelare
| Nr | Land    | Pos | Namn                                                  |
| -- | ------- | --- | ----------------------------------------------------- |
| —  | England | A   | Pemi Aderoju (i Eastbourne Borough till 30 juni 2026) |

| Nr | Land | Pos | Namn |
| -- | ---- | --- | ---- |

## Berömda spelare
- Helgi Daníelsson
- Derek Dougan
- Gabriel Zakuani